# David Lee Hill
Pour les articles homonymes, voir David Hill (homonymie) et Hill.
David Lee « Tex » Hill, né le 13 juillet 1915 à Gwangju (en Corée) et mort le 11 octobre 2007 à Terrell Hills, est un aviateur américain.

## Biographie
David Lee Hill est né à Kwangju, en Corée. Fils de missionnaires presbytériens, il a grandi au Texas. « Tex » est diplômé de la San Antonio Academy (en) en 1928 et de la McCallie School (en) de Chattanooga (Tennessee) en 1934. Tex passe deux ans à l'université A&M du Texas avant d'intégrer l'Austin College (en) dont il sort diplômé en 1938. Il est également un membre fondateur de la fraternité Phi Sigma Alpha en 1932.
Hill gagne ses ailes d'US Naval Aviator (en) en 1939 et rejoint la flotte en tant que pilote de torpilleur TBD Devastator à bord de l'USS Saratoga, puis d'un escadron de bombardiers en piqué de Vought SB2U Vindicator à bord de l'USS Ranger. En 1941, il est recruté avec d'autres pilotes de la Marine, de l'Armée et du Corps des Marines, pour intégrer le 1er American Volunteer Group (mieux connu par son surnom Flying Tigers). Il apprend à voler sur le P-40 dans le programme de formation AVG en Birmanie, et réussit à devenir pilote de chasse dans le 2e escadron de Poursuite (Panda Bear) en tant que chef de vol, puis commandant de l'escadron, devenant l'un des premiers as sous la tutelle de Claire Lee Chennault.
Hill obtient ses premières victoires le 3 janvier 1942, quand il abat deux Nate au-dessus de l'aérodrome japonais de Tak en Thaïlande. Il en abat deux autres le 23 janvier et devient un as le 24 quand il abat un chasseur et un bombardier au-dessus de Rangoon. En mars, il succède à Jack Newkirk (en) en tant que chef du deuxième escadron. Au moment où l'AVG est démantelé à l'été 1942, Hill est double as, crédité de douze victoires ¼.
Le 7 mai 1942, l'armée japonaise commence à construire un pont flottant au travers du fleuve Salween, ce qui va leur permettre de déplacer troupes et approvisionnement en Chine. Pour endiguer ce plan, le chef du 2e escadron Hill conduit une mission de bombardement et de mitraillage avec quatre nouveaux P-40E. Au cours des quatre jours suivants, les pilotes AVG enchaînent les missions en continu et neutralisent efficacement les forces japonaises. Après ce jour, les Japonais n'avanceront jamais plus loin que la rive ouest du Salween. Claire Chennault écrit plus tard de ces missions critiques que « le groupe de volontaires américains avaient permis d'éviter l'effondrement de la Chine sur le Salween. »
Le jour de Thanksgiving 1943, il dirige une force de 12 B-25, 10 P-38, et 8 nouveaux P-51 depuis Saichwan, en Chine, pour la première frappe contre Formose. Les Japonais ont 100 bombardiers et 100 chasseurs basés sur l'aérodrome de Shimchiku, et les bombardiers atterrissent lorsque la force de Hill intervient. Les Japonais réussissent à faire décoller sept chasseurs, rapidement abattus. Quarante-deux avions japonais sont détruits, et 12 autres le sont probablement pendant l'attaque. La force américaine rentre sans subir de dégâts.
Après la désactivation des Flying Tigers en juillet 1942, Hill est l'un des cinq Flying Tigers à rejoindre son successeur dans l'USAAF, l'USAAF 23rd Fighter Group (en), avec le grade de major. Il inaugure le 75e escadron de chasse et, plus tard, commande le 23e Fighter Group comme colonel. Avant de retourner aux États-Unis à la fin de 1944, Hill et son P-51 sont crédités de six autres victoires sur des avions japonais.
On dit qu'il fut le premier à descendre un Zéro avec un P-51. Au total, Hill a été crédité de 18,25 avions ennemis détruits. Les 0,25 proviennent d'une aide : lui et trois autres pilotes ont travaillé ensemble pour abattre un Nate.
En 1944, Hill retourne aux États-Unis et prend le commandement du 412e Fighter Group, premier groupe de chasse à réaction opérationnel d'Amérique volant sur P-59 Airacomet et P-80 Shooting Star. Il quitte le service actif en 1945.
Après-guerre, en juillet 1946, le gouverneur du Texas Coke Stevenson demande à Hill de créer et de commander la 58e escadre de la Texas Air National Guard. Hill dirige les unités de la garde tout au long de la côte du Golfe et devient le plus jeune général de brigade dans l'histoire de la garde. Il combat à nouveau pendant la guerre de Corée avec la Texas Air Guard.
Il termine sa carrière militaire dans l'Air Force Reserve et prend sa retraite comme général de brigade.

## Décorations
Il porte la Distinguished Service Cross, la Silver Star, la Distinguished Flying Cross avec trois feuilles de chêne, la Presidential Unit Citation avec feuille de chêne, l'ordre du Nuage et de la Bannière chinois 4th, 5th and 6th grades, la 2-Star Wing Decorations, la Chinese Victory Medal, la Legion of Merit, et la British Distinguished Flying Cross.